# 시바타 하나에
시바타 하나에(일본어: 柴田 華絵, 1992년 7월 27일 ~ )는 일본의 여자 축구 선수이다.

## 국가대표팀 경력
2012년 FIFA U-20 여자 월드컵에 출전, 3위.
그녀는 2015년 EAFF 여자 동아시안컵에 참가할 일본 국가대표팀에 발탁되었으며, 8월 4일 대한민국와의 경기에서 데뷔했다.

## 통계
| 일본 | 일본 | 일본 |
| 연도 | 출전 | 득점 |
| ---- | ---- | ---- |
| 2015 | 1    | 0    |
| 통산 | 1    | 0    |